# Eva Aresté Giralt
Eva Aresté Giralt (Barcelona, 1 de febrero de 1989) es una ingeniera naval y árbitra de baloncesto española.
Practicó el hockey y, posteriormente, el baloncesto en el Club Deportivo Hispano Francés y en la cantera del Fútbol Club Barcelona. Empezó a arbitrar en 2007 y, cuatro años más tarde, dirigió partidos de la Copa Cataluña, compaginándolo con su carrera profesional. A lo largo de su trayectoria deportiva, ha arbitrado en las diferentes competiciones estatales, la Liga EBA, la LEB Oro y la Liga Femenina. También ha formado parte del equipo arbitral de las fases finales de la Liga catalana femenina y de la Copa de la Reina (2018, 2019 y 2024), así como ha desarrollado tareas de control del sistema de videoarbitraje del Eurobaloncesto femenino de 2023. En noviembre de 2018, junto con Sara Peláez Santana, fue objeto de unos comentarios machistas del presidente del Iberojet Palma, Guillem Boscana, después de que su equipo perdiera el partido correspondiente de la Liga LEB Oro. Estas declaraciones fueron condenadas por el presidente de la Federación Española de Baloncesto, Jorge Garbajosa. Miembro del Comité de Árbitros de la Federación Catalana de Baloncesto, es vocal de la Comisión del Baloncesto Femenino.

## Temporadas
| Categoría        | País   | Año                |
| ---------------- | ------ | ------------------ |
| Categorías bases | España | 2007 - 2013        |
| Liga EBA y LF2   | España | 2013 - 2015        |
| Liga LEB y LF1   | España | 2015 - Actualmente |